# 唄声チャチャチャ
『唄声チャチャチャ』（うたごえちゃちゃちゃ）は千葉テレビ放送（チバテレ）でかつて放送されていた音楽番組。美里のおいしいごはんの一社提供。

## 概要
チバテレの特徴でもある、平日午前中の自社制作演歌番組の1つである。
個性ある三人組が大注目の人気演歌歌手をゲストに迎え、楽しいトークとVTR熱唱で番組を進行する。

### ミニコーナー
- 「青山るみの歌声最前線」

青山副理事長がEMパワーを信じる著名人をゲストに迎え、対談を繰り広げる。
- 「週刊バネサ倶楽部」

バネサの最新情報。

## 出演者
- 金沢明子（2013年1月9日から6月26日、10月16日から）
- 宮路オサム（2013年7月3日から9月25日）
- 大城バネサ
- 青山るみ（国際調和クラブ副理事長、KRHグループオーナー、日本舞踊講師・西川扇翠）

## テーマ曲
挿入歌
- 「唄声チャチャチャ体操」作詞:青山るみ、作曲:宮路オサム

エンディング曲
- 「夢おいかけて」唄：大城バネサ
- 「十三みれん」唄：金沢明子

## 放送時間
番組開始時期が年始にあたる影響もあり、制作局のチバテレが最も遅い番組開始となった。
| 放送対象地域 | 放送局                                       | 系列     | 放送日時                                                  | 放送時期                       | 備考   |
| ------------ | -------------------------------------------- | -------- | --------------------------------------------------------- | ------------------------------ | ------ |
| 千葉県       | 千葉テレビ放送（CTC、チバテレ）              | JAITS    | 水曜 8時30分 - 9時00分                                    | 2013年1月9日 -                 | 制作局 |
| 群馬県       | 群馬テレビ（GTV、群テレ）                    | JAITS    | 月曜 9時00分 - 9時30分                                    | 2013年1月7日 -                 |        |
| 岐阜県       | 岐阜放送（GBS、ぎふチャン）                  | JAITS    | 日曜 6時00分 - 6時30分 【再放送】金曜 15時00分 - 15時30分 | 2013年1月6日 - 2013年1月11日 - |        |
| 全国         | ワールド・ハイビジョン・チャンネル（TwellV） | 衛星放送 | 土曜 5時30分 - 6時00分                                    | 2013年1月5日 -                 |        |

## スタッフ
- 制作協力:エフ エンタープライズ
- 協力:カナザワオフィス
- 撮影協力:STUDIO BULL
- 技術協力:ヒガ・アーツ&メタル
- 生花:白楽花園
- 衣装協力:ディノス、DAMAPLUS
- アドバイザー：岡千秋
- コーディネーター:山田真二（千葉テレビ放送）
- プロデューサー:大林健太郎（千葉テレビ放送）
- 制作著作:千葉テレビ放送、Rサプライ